# 手木町 (名古屋市)
手木町（てこまち）は、愛知県名古屋市西区の地名。

## 地理
東は堀川、西は吹出町1丁目、南は前ノ川町4丁目、北は深井町に接する。

## 歴史

### 町名の由来
てこに由来する地名で、土工・木工が多く居住したことによるという。

### 沿革
- 明治初年 - 御手木町を改称し、手木町となる[3]。また、愛知郡名古屋村の一部により、同郡深井前之町が成立[4]。
- 1878年（明治11年）12月28日 - 愛知郡深井前之町を併合する[3]。
- 1889年（明治22年）10月1日 - 名古屋市成立に伴い、同市手木町となる[3]。
- 1908年（明治41年）4月1日 - 西区編入に伴い、同区手木町となる[3]。
- 1980年（昭和55年）10月12日 - 西区城西五丁目に編入され、堀川部分にわずかを残して消滅[3]。